# Toru Tezuka
Toru Tezuka (ur. 2 marca 1942 w Tokio zm. 4 stycznia 2017) – japoński karateka stylu kyokushin, inżynier i przemysłowiec. Bliski przyjaciel i współpracownik Masutatsu Ōyamy. Jego siostra była sekretarką Oyamy. Toru Tezuka posiadał stopień 9 dan.
W pierwszej połowie lat 70. XX w. został wybrany do komitetu organizacyjnego IKO (International Kyokushin Organisation). W 1974 założył swoje pierwsze dojo w prefekturze Chiba. Jednym z jego uczniów był późniejszy mistrz świata, prezydent IKO1 - Shōkei Matsui (trenował u niego przez 13 lat, zanim przeniósł się do dojo Oyamy).
Po śmierci Masutatsu Oyamy w 1994 r. w organizacji IKO nastąpił rozłam spowodowany sporami wokół jego testamentu. Ostatecznie następcą Oyamy został Toru Tezuka (został wybrany przez radę starszych sensei po wielu miesiącach narad). Jednak wkrótce zachorował i został hospitalizowany na kilka miesięcy. Korzystając z chaosu który powstał po hospitalizacji Tezuki, na następcę Oyamy mianował się Shōkei Matsui (paradoksalnie zrobił to zgodnie z przepisami - wykorzystując ówczesne luki prawne). Wiele osób się z tym nie pogodziło, i pozakładało własne organizacje. Jednym z nich był Toru Tezuka, który twierdził, że Shōkei Matsui, a także inne osoby (np. Kenji Midori) są zbyt młodymi osobami, by kierować organizacją karate. Toru Tezuka założył własną organizację (Kyokushin Kai Kan Tezuka Group, tzw. IKO-4). Teru Tezuka zawsze unikał polityki, prowadził starania (z niewielkimi sukcesami) nad zjednaniem poszczególnych organizacji kyokushin. Twierdził, iż chce jedynie kontynuować dzieło Ōyamy, gdyż szefowie innych organizacji poszli w innym kierunku niż by chciał Ōyama. Cierpiał na zapalenie wielomięśniowe. Zaostrzenie tej choroby było przyczyną jego śmierci. Po śmierci Tezuki, jego następcą w IKO-4 został shihan Mori Yoshimichi (8.dan).